# KBC Bank
KBC Bank N.V. je belgická univerzální banka, která se specializuje na privátní klienty a malé a střední podniky. Název KBC je odvozen z názvu firmy Kredietbank ABB Insurance CERA Bank. Klíčové trhy: Belgie, Česko, Slovensko, Maďarsko a Bulharsko. V omezené míře se vyskytuje také v jiných zemích.
KBC banka spolupracuje se sesterskými společnostmi KBC Insurance NV and KBC Asset Management NV a poskytuje služby:
- retailové bankovnictví
- pojištění
- asset management - řízení kapitálu.

Banka je aktivní na evropských trzích úvěrového kapitálu, domácích trzích hotovostního kapitálu a v oblastech korporátního bankovnictví, leasingu, faktoringu, zajišťování, privátního kapitálu a financování obchodu a projektů v Belgii, střední a východní Evropě atd.

## KBC Group
Mateřská společnost KBC Group N.V. je jednou z největších společností v Belgii. Je to 18. největší banka v Evropě (podle tržní kapitalizace) a hlavní finanční činitel v Střední a Východní Evropě, zaměstnávající přibližně 51 000 pracovníků celosvětově (z toho asi 31 000 ve Střední a Východní Evropě a Rusku) a poskytuje služby 11 milionům klientů.
Skupinu kontroluje syndikát akcionářů, ve kterém je fluktuace asi 41 %. Podíl největších akcionářů je:
- KBC Ancora má 23 %
- MRBB neboli Mackenzie River Basin Board (část vlámské farmářské asociace) má asi 13 %
- CERA (největší družstvo ve Valonsku) 7 %
- skupina průmyslových rodin kontroluje asi 11 %.
- volněobchodovaný podíl ( Black Rock, Fidelity, Parvus ) cca 45%

Velkou fluktuaci představují různí mezinárodní investoři (asi 45 % je z UK nebo z USA) podle stavu na konci roku 2010. Akcie se obchodují na burze Euronext v Bruselu a na burze Luxembourg Stock Exchange.
Cílem skupiny je být nezávislý, středně velký poskytovatel bankovních a pojistných produktů pro privátní klienty a firmy ve vybraných evropských zemích, se zaměřením na asset management a kapitálové trhy.